# Bora Bora
Bora Bora é uma ilha do grupo das Ilhas de Sotavento do arquipélago de Sociedade, na Polinésia Francesa, um território ultramarino francês localizado no Oceano Pacífico.
A ilha está situada a cerca de 230 quilómetros a noroeste de Papeete (Taiti), encontra-se rodeada por uma laguna delimitada por um recife de coral de onde sobressaem algumas pequenas ilhotas, os motus. No interior deste arco erguem-se dois picos, o Monte Pahia e o Monte Otemanu, este último com 727 m de altitude (o ponto mais alto da ilha), reminiscências de um vulcão entretanto extinto. O nome original da ilha em língua taitiana, Pora Pora, pode ser traduzido como nascida primeiro.
Administrativamente a ilha faz parte da comuna (municipalidade) de Bora-Bora, pertencendo esta à divisão administrativa das Ilhas de Sotavento. Em Agosto de 2007 a sua população rondava as 8 880 pessoas. A povoação principal, Vaitapé, situa-se na parte ocidental da ilha, em oposição ao principal canal de entrada na laguna. Os produtos insulares estão limitados ao que pode ser obtido do oceano e aos coqueiros, historicamente de grande importância económica devido à copra.

## História

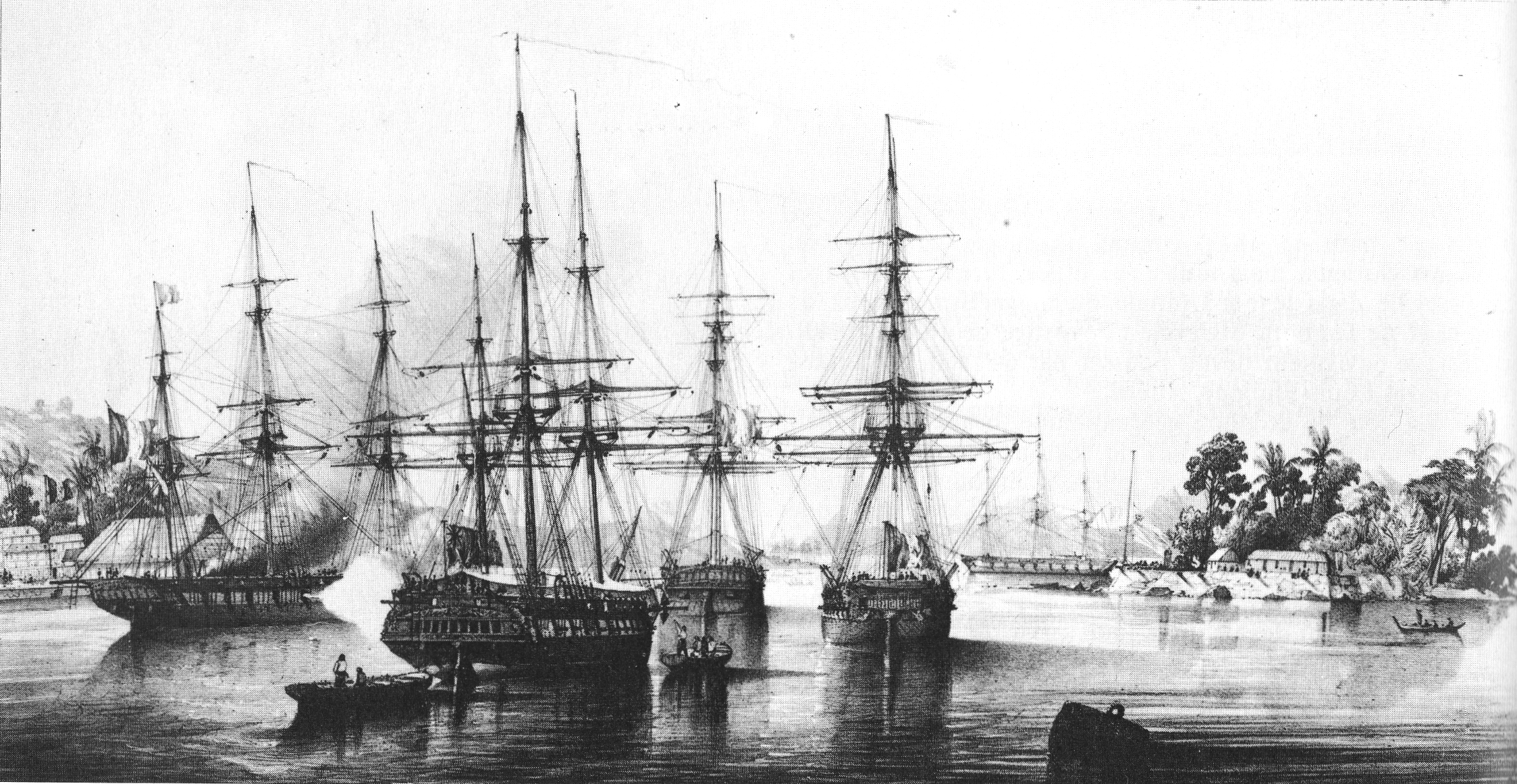
Abel Aubert du Petit-Thouars conquistando o arquipélago do Taiti a 9 de setembro de 1842.

Apesar de já avistada ao longe pelos primeiros exploradores, foi James Cook quem conduziu o primeiro grupo de europeus à ilha em 1777. No entanto, a ilha já era habitada por populações polinésias desde o século IV.
Em 1842, Bora-Bora torna-se um protetorado francês, no decorrer das acções protagonizadas pelo Almirante Abel Aubert du Petit-Thouars.

### Segunda Guerra Mundial
Na sequência do ataque a Pearl Harbor pelo Japão em 7 de Dezembro de 1941, os EUA entram na Segunda Guerra Mundial. Bora-Bora torna-se uma base militar dos Estados Unidos no Pacífico Sul. Armazéns de combustível, armamento e provisões, pista de aviões, base de hidroaviões e fortificações defensivas são construídos. No entanto, a ilha não foi palco de qualquer combate, pelo que a presença estado-unidense não foi contestada no decurso da guerra. Apesar de oficialmente encerrada a 2 de Junho de 1946, vários membros do pessoal estado-unidense recusaram-se a partir devido ao afeto desenvolvido pela ilha.
A pista aérea construída, apesar de nunca ter tido capacidade para acomodar uma aeronave de grande porte, foi o único aeroporto internacional da Polinésia Francesa, até à abertura do Aeroporto Internacional de Faa'a em Papeete, em Taiti, no ano de 1962.

## Atualidade

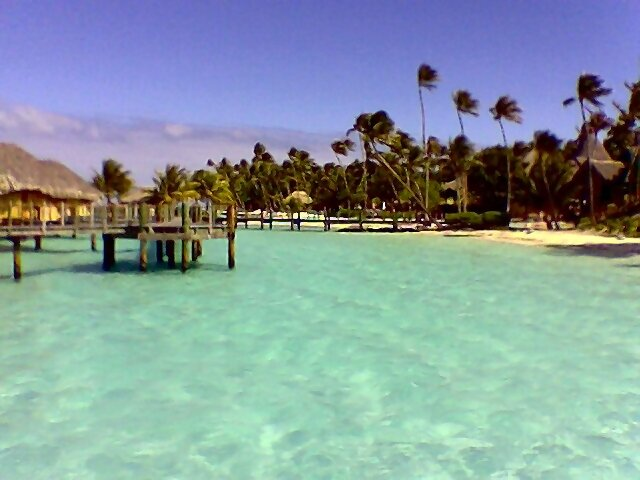
Bora Bora Pearl Beach Resort, em Bora-Bora

Atualmente, a ilha depende essencialmente do turismo. Nos últimos anos, sete resorts de luxo foram construídos nos motus que circundam a laguna.
Há trinta anos, o hotel Bora Bora construiu os primeiros over-the-water bungalows em estacas sob as águas da laguna, sendo que atualmente este tipo de habitação tornou-se comum na maioria dos resorts da ilha. Estas cabanas privadas oferecem vistas sobre a laguna e os picos e proporcionam acesso fácil à água.
A principal atração deste local é a sua laguna de águas calmas e cristalinas, que permite desfrutar de uma grande panóplia de atividades náuticas, contando-se entre estas as expedições de mergulho para alimentação de tubarões e arraias. Existem também excursões em terra, como passeios de todo-o-terreno pelos montes para apreciar a vista e visitas às antigas fortificações da Segunda Guerra Mundial.
Apesar de o francês e o taitiano serem as principais línguas faladas pelos habitantes, as pessoas que contactam mais com os turistas possuem na generalidade bons conhecimentos de inglês. Os principais visitantes são originários dos EUA, Japão e Europa.

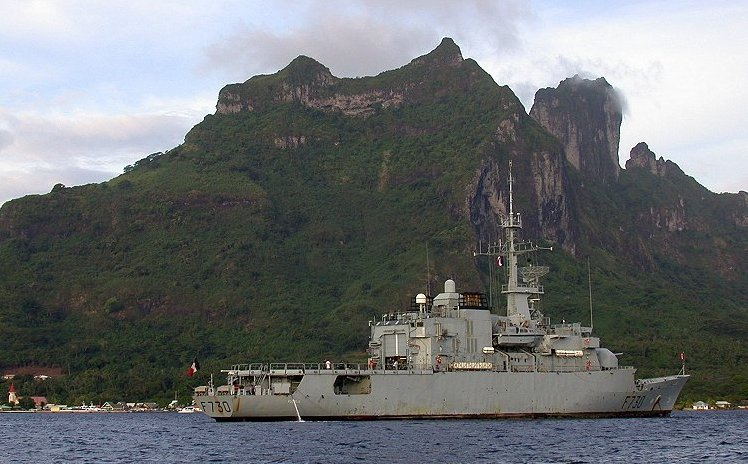
A fragata francesa Floréal, ancorada na laguna de Bora Bora.

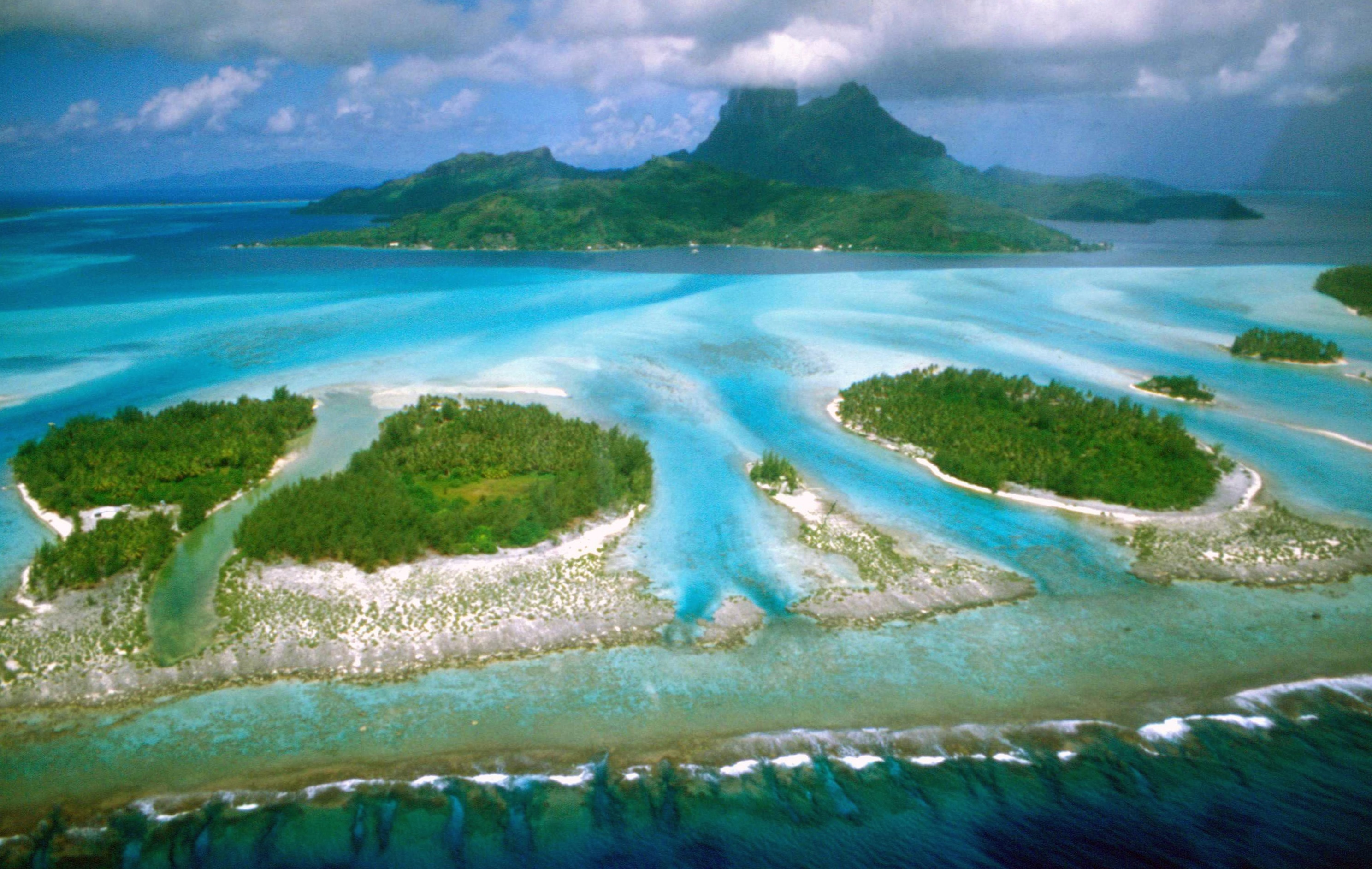
Bora-Bora vista do ar.